# Kyla Pratt
Kyla Alissa Pratt (Los Ángeles, California, 16 de septiembre de 1986) es una actriz y cantante estadounidense. Ella se hizo conocida en todo el mundo por sus interpretaciones en películas y series de televisión, tales como Barney & Friends, Let's Stay Together, The Proud Family, One on One, Barney's Great Adventure, Dr. Dolittle y sus secuelas posteriores, El Gordo Alberto, Hotel Para Perros, The Proud Family Movie y The Baby-Sitters Club.

## Biografía

### Primeros años
Pratt nació en Los Ángeles, es la mayor de cinco hijos de Kecia Pratt-McCullar, una maestra de escuela, y Johnny McCullar, un jugador de baloncesto semiprofesional. Kyla dio a luz a una hija llamada Lyric Kai Kilpatrick el 17 de noviembre de 2010. Nuevamente dio a luz a otra niña,  Liyah Kirkpatrick, el 5 de agosto de 2013. El padre de Lyric y Liyah es Danny "KP" Kilpatrick, un compositor, artista de hip hop, y célebre artista del tatuaje.

## Carrera

### Carrera como Actriz
Ella comenzó a actuar a los 8 años, apareciendo en anuncios publicitarios de videojuegos y de Nike. Pratt hizo su debut en televisión en 1995, cuando apareció como Mindy en Barney & Friends, y a continuación, en un episodio de Walker, Texas Ranger. En ese mismo año, también participó en la película The Baby-Sitters Club. Al año siguiente, fue actriz invitada en un episodio de Friends, seguido por papeles en Smart Guy, Sister, Sister, Cosas de casa, Lizzie McGuire, Moesha, The Parent Trap y The Parkers.
En 2001, ella ganó el papel de Breanna Barnes en la serie de televisión One on One producida por el canal United Paramount Network (2001-2006) Durante el funcionamiento de One on One, Pratt también expresó Penny Proud, el personaje principal en la serie Original de Disney Channel The Proud Family.Ella también puso su voz  el en personaje protagónico de la película The Proud Family Movie en el año 2005. Además de los papeles de la televisión, Pratt también ha aparecido en varias películas,  incluyendo Love & Basketball, (2000) y El Gordo Alberto (2004). y como Maya Dolittle en la película Dr. Dolittle (1998) y Dr. Dolittle 2 (2001), ambas protagonizadas por Eddie Murphy. Repitió su papel como Maya Dolittle (ahora el personaje principal) en direct-to-DVD las emisiones de Dr. Dolittle 3 (2006), Dr. Dolittle: Cola a el Jefe (2008) y Dr. Dolittle: El Perro del Millón de Dólares  (2009). En 2009, Kyla Pratt, coprotagonizó junto a Emma Roberts y Jake T. Austin Hotel Para Perros, Pratt se unió al reparto de los BET Let's Stay Together en su segunda temporada.

### Carrera como Cantante
Como miembro de Disney Channel Circle of Stars Pratt realizó una versión de "Circle of Life" que apareció en el álbum Disneymania 2 Ella también cantó "It's All About Me", para la banda sonora de la serie animada The Proud Family.

## Filmografía
| Año  | Película                                       | Personaje       | Nota                      |
| ---- | ---------------------------------------------- | --------------- | ------------------------- |
| 1995 | The Baby-Sitters Club                          | Becca Ramsey    |                           |
| 1997 | Riot                                           | Jenny Baker     |                           |
| 1997 | Mad City                                       | Niña            |                           |
| 1998 | Barney's Great Adventure                       | Marcella Walker |                           |
| 1998 | Dr. Dolittle                                   | Maya Dolittle   | Hija de Dr. John Dolittle |
| 2000 | Love & Basketball                              | Niña Monica     |                           |
| 2001 | Dr. Dolittle 2                                 | Maya Dolittle   |                           |
| 2002 | More than Puppy Love                           | Emily           |                           |
| 2003 | Maniac Magee                                   | Amanda Beale    |                           |
| 2004 | The Seat Filler                                | Diona           |                           |
| 2004 | El Gordo Alberto                               | Doris           |                           |
| 2005 | The Proud Family Movie                         | Penny Proud     | Voz en off                |
| 2006 | Dr. Dolittle 3                                 | Maya Dolittle   | Directo a DVD             |
| 2008 | Dr. Dolittle: Cola a el Jefe                   | Maya Dolittle   | Directo a DVD             |
| 2009 | Hotel Para Perros                              | Heather         |                           |
| 2009 | Dr. Dolittle 5: El perro del millón de dólares | Maya Dolittle   | Directo a DVD             |
| 2024 | Not Another Church Movie                       | Beverly Black   |                           |

| Año       | Televisión       | Personaje         | Nota               |
| --------- | ---------------- | ----------------- | ------------------ |
| 1995      | Barney & Friends | Mindy             | Varios Episodios   |
| 1995      | Living Single    | Tracy             | 1 episodio         |
| 1995-1999 | The Parent 'Hood | Monica            | 2 episodios        |
| 1996      | The Show         | Nia               | 1 episodio         |
| 2013      | The Mentalist    | Juliana McVie     | "Rojo Cereza" S5C9 |
| 2017      | Killer Girls     | Melissa Jo Miller | Melissa, Daughter  |
| 2021      | Call me Kat      | Randi             |                    |